# Berylliumsulfid
Berylliumsulfid ist eine anorganische chemische Verbindung des Berylliums aus der Gruppe der Sulfide.

## Gewinnung und Darstellung
Berylliumsulfid kann durch Synthese aus den Elementen bei 1150 °C, durch Umsetzung von Berylliumchlorid mit Schwefelwasserstoff (was aber kein völlig chloridfreies Berylliumsulfid ergibt), durch Reduktion von Berylliumsulfat oder durch Reaktion von Berylliumoxid mit Kohlenstoffdisulfid gewonnen werden.
{\displaystyle {\ce {Be + S -> BeS}}}
{\displaystyle {\ce {BeCl2 + H2S -> BeS + 2 HCl}}}

## Eigenschaften
Berylliumsulfid ist ein graues bis weißes Pulver, das an der Luft schwachen Geruch nach Schwefelwasserstoff zeigt. Er kristallisiert im Zinkblendetyp (a = 485 pm). Es hydrolysiert langsam in Wasser und wird von Säuren und Kohlendioxid rasch zersetzt. Die Verbindung ist ein indirekter Halbleiter mit einer direkten Bandlücke von 7,4 eV und einer indirekten von 4,7 eV.